# Alexey Zhigalkovich
Alexey Zhigalkovich (em bielorrusso: Алексей Александрович Жигалкович, Minsk, Bielorrússia, 18 de abril de 1996) é um cantor bielorrusso que ganhou o Festival Eurovisão da Canção Júnior 2007.
Interpretou a canção "С друзьями" ("Com Amigos") que foi escrita por ele próprio.